# Lewon Geghamian
Lewon Geghamian (orm. Լևոն Գէղամյան; ur. 25 lipca 1977) – ormiański zapaśnik walczący w stylu klasycznym. Trzykrotny olimpijczyk. Zajął siódme miejsce w Atlancie 1996; osiemnaste w Sydeny 2000 i ósme w Atenach 2004. Walczył w kategorii 76 – 84 kg.
Czwarty na mistrzostwach świata w 2002. Wicemistrz Europy w 2003. Mistrz świata juniorów w 1994, a drugi w 1997. Mistrz Europy juniorów w 1997 roku.